# Salesianerinnenkloster Sulzbach

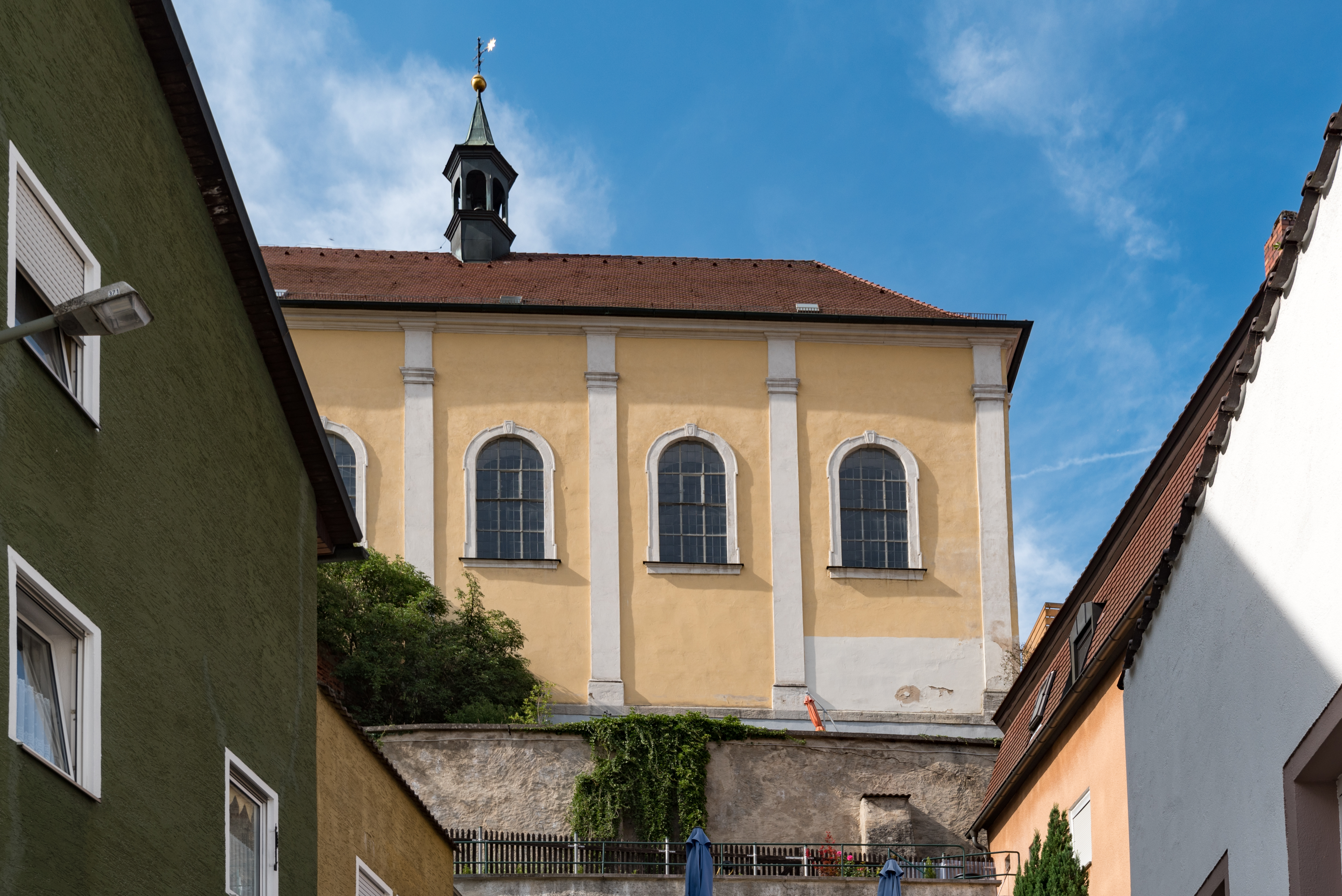
Klosterkirche St. Hedwig in Sulzbach

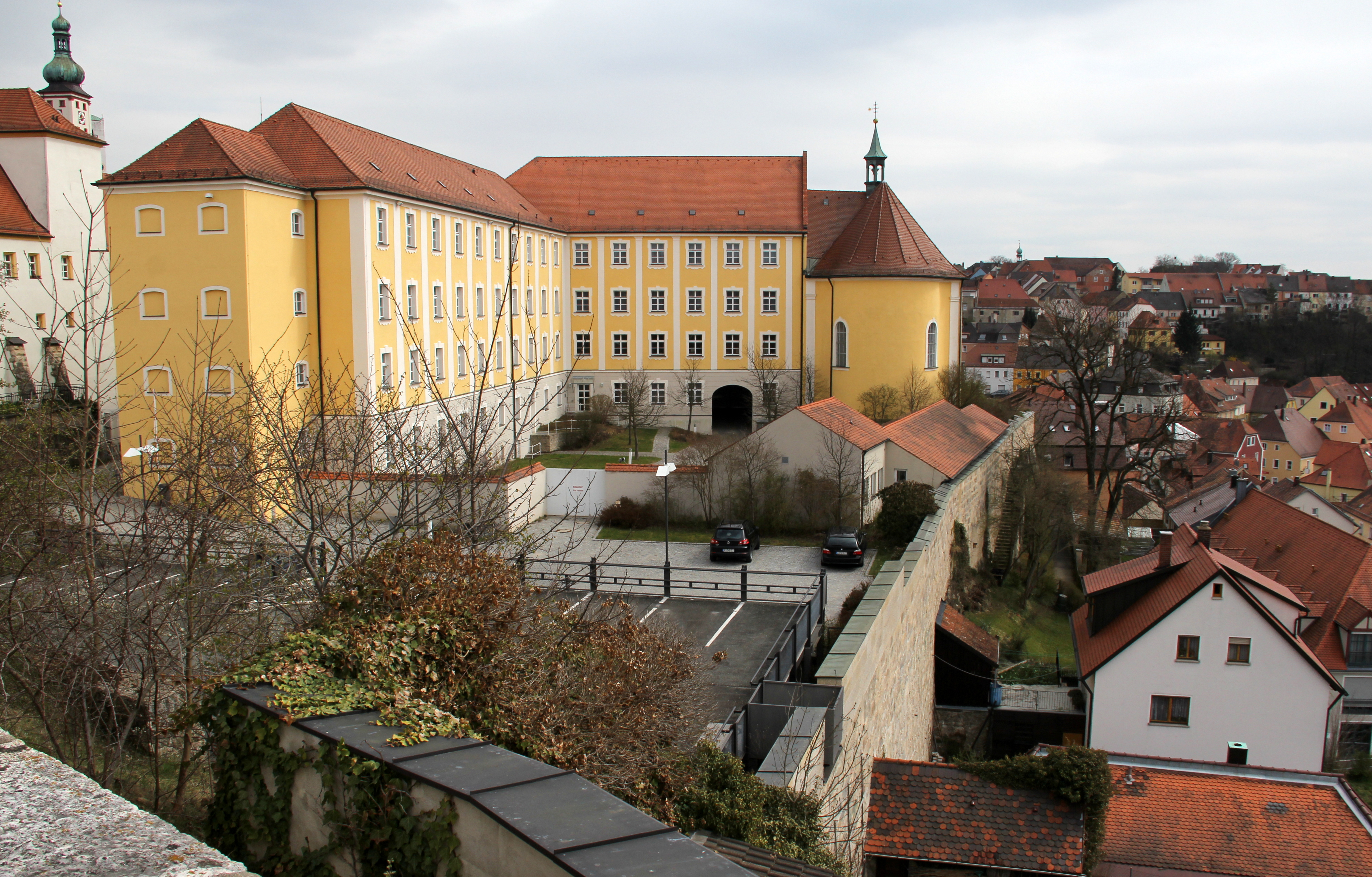
Salasianerinnenkloster Sulzbach

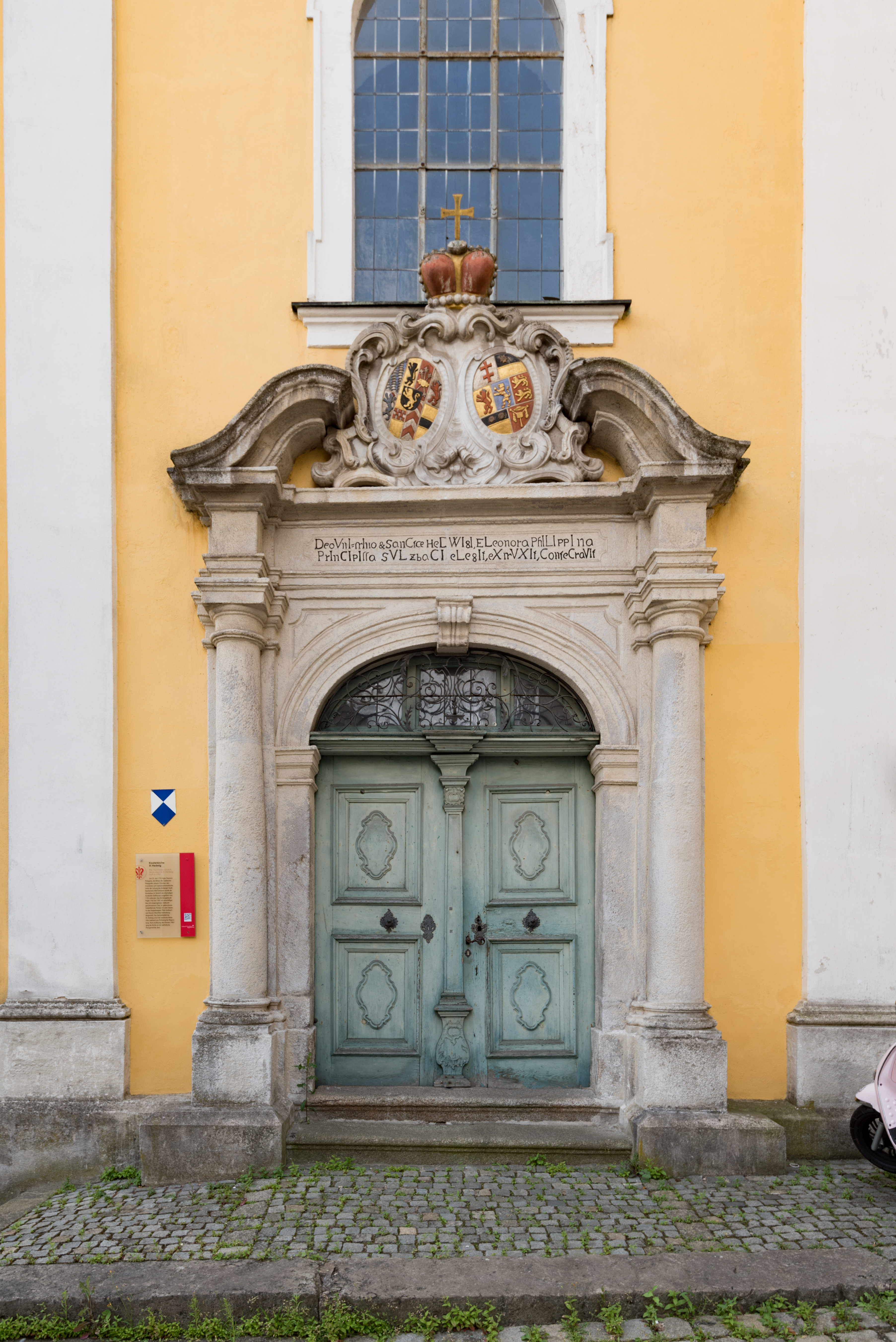
Portal der Klosterkirche St. Hedwig mit dem Doppelwappen „Pfalz Sulzbach“ und „Hessen Rheinfels“

Das Salesianerinnenkloster Sulzbach ist ein ehemaliges Kloster der Salesianerinnen in Sulzbach-Rosenberg in Bayern in der Diözese Regensburg.

## Geschichte
Seit 1755 waren Salesianerinnen in Sulzbach in der Bildung für Mädchen tätig. Das St. Hedwig geweihte Kloster wurde laut Gründungsurkunde vom 8. Mai 1753 durch Eleonore Philippine von Sulzbach, Witwe des Herzogs Johann Christian von Sulzbach, gegründet. Die Herzogin vermachte ihr Ganzes Vermögen nach ihrem Tod dem Kloster, ihr Herz wurde in der Klosterkirche begraben. Die Herzogin verstarb 1759 in Neuburg an der Donau. Ihr Leib ruht in der dortigen Hofkirche, ihr Herz wurde in einem Gefäß nach Sulzbach gebracht, wo es nun hinter der Steintafel an der Südseite neben dem Hochaltar verwahrt wird. Die dortige Inschrift lautet:
1762 stellte die Vorsteherin des Klosters, Anna Rosalie von Fick, beim Bistum Regensburg einen Antrag auf Errichtung der noch fehlenden, aber „so notwendigen“ Kirche. Dem wurde sofort stattgegeben. Den Bau leitete, wie beim Kloster, der Amberger Stadtbaumeister Wolf Dirmann und war 1764 vollendet.
Sulzbach war ein Filialkloster des Salesianerinnenklosters Amberg, 1755 bezogen 6 Nonnen aus Amberg das Kloster. Der vierstöckige Klosterbau stößt rechtwinkelig an die Kirche an. 1804 kam es  zum Zuzug von Nonnen aus dem aufgelösten Salesianerinnenkloster Amberg, denen ein Aufenthalt bis zu ihrem Lebensende garantiert wurde.
Das Kloster wurde 1809 im Zuge der Säkularisation aufgelöst. Die Kirche blieb bestehen. In den Klostergebäuden wurden nacheinander 1804 das Königlich-bayerische Rentamt, ab 1827 das Landgericht und 1850 eine Kaserne untergebracht.